# Hochbergové z Hennersdorfu
Hochbergové z Hennersdorfu, počeštěně i Hubrykové z Hennersdorfu nebo Hoberkové z Hennersdorfu, dříve též z Hendersdorfu, z Hoberku, či z Huburku, z Hendršdorfu apod., je někdejší český vladycký a posléze panský rod.

## Původ rodu
Rod Hochbergů pocházel ze Slezska, kde dodnes (tj. v 19. století) žije hraběcí rodina Hochberků z Hochberka, stejného erbu s českými Hoberky. Do Čech jako první z rodu přišli zřejmě Martin z Hendršdorfu, jenž v roce 1540 až 1542 dům v Náchodě držel, a Kunrat z Hoburka na Fürstenštejnu, jenž Frýdlant roku 1558 v zástavním držení měl.
Nejstarší větví z rodu byla knížata Pleského knížectví. Mimo Ples náležejí hrabatům z Hochberku ještě Fürstenstein s Rohnstockem a Neuschloss. V 17. a 18. století měli Hochberkové z Hochberku statky také v Dolních Rakousích.
Bedřich Hubryk z Hennersdorfu, úředník na Smiřicích, koupil Vesci u Žirce roku 1592 a žil ještě roku 1603. Po něm následoval na Vesci Petr Hubryk v roce 1615 až 1620 Současně s ním Vesci držel Vilém Jaroslav roku 1615, jehož manželka Kateřina ze Štampachu Vesci odevzdala synovi svému Bedřichu Kryštofovi.
Třetí bratr Veseckých pánů byl Jan H. a čtvrtý Václav a možná že tito bratři srovnávají se s bratry Janem, Petrem a Václavem Hubryky z Hennersdorfu, kteří roku 1623 při komisi konfiskační pokuty osvobozeni byli.
Jan H. Vesecký měl za manželku Johannu Hamzinku ze Zabědovic, které postoupil mlýna svého v Jaroměři roku 1633, a ještě roku 1655 mezi živými byl. Pro dluhy Hoberkův prodána Vesce roku 1660 jezuitům koleje sv. Klimenta v Praze. Jan Hubryk z Hennersdorfu, také Jan Huburk z Belnstorfu řečený, držel Jedlinu v kraji hradeckém roku 1615 a byv po bitvě bělohorské pokuty osvobozen, nedostavil se roku 1630, aby se vyrovnal o pokutu za pardon mu udělenou, a zrovna tak jednali Kryštof Karel Hubryk z Hennersdorfu, úředník na Dol. Beřkovicích, a Jan Jindřich ve vsi Vítkově. Oldřich H. držel Betlsdorf (Berzdorf) na Boleslavsku roku 1615 a zúčastniv se bouří stavovských, složil roku 1629 pokutu 100 zlatých, Karel H. odsouzen k manství, ale měl jen selský dvorec v Klukách u Poděbrad roku 1626. Janu Hubrykovi z Hennersdorfu, cís. nejv. dodavateli profiantu, postoupen císařským výnosem dědičně statek Keblany a Šmikusy na Žatecku za 3000 zl. r. 1631. Bedřich Karel H., bývalý regent Albrechta z Valdšteina na Hrubé Skále, držel Samšinu v letech 1643–1664 a po něm dědili jeho synové Jan Petr a Jan Jindřich. Jan Petr (manželka Ludmila Maximiliana Lukavecká z Lukavic, vdova po Matěji Adamu z Bloensteina †1686) byl JMC. radou, místodržícím, soudcem zemským a podkomořím, držel Hokov, Humburky, Sudslav, kde kostel vystavěl, Velikou Lhotu a Borovnici, kterou po manželce zdědiv, prodal roku 1688. Synem jeho byl Jan Bedřich H. Bratr Jan Jindřich na Samšině a Mačkově, zděděném po Kašparovi H., oženil se roku 1676 s Annou Eliškou ovdovělou Rodovicovou roz. z Nounckeln a s ní jedinou dceru, Annu Kateřinu, zplodil, provdanou za Václava Rudolfa Mladotu ze Solopisk. Kateřina Hamzinka ze Zabědovic, ovdovělá Hubryková na Mezilesicích, provdala se za Jana Jiřího Myšku ze Žlunic a prodavši Mezilesice, koupila Čankovice roku 1660, které ujal syn její Vilém Jaroslav Hubryk z Hennersdorfu, jenž roku 1668 byl hejtmanem na Pardubicích, a když roku 1691 zemřel, Č. postoupeny od jeho dědiců nejstaršímu synovi Václavu Antonínovi, který, nemoha ostatních bratří vyplatiti, Č. prodal roku 1693 hraběti Kašparu Nosticovi. Karel Hubryk z Hennersdorfu provdal svou dceru Karolínu Františku za Zikmunda Jáchyma Šmídla ze Šmíden roku 1709 a oba manželé vystavěli kapli sv. Jana Nepomuckého roku 1717 ve Studnici u České Skalice. Když Marie Arnoštka, ovdovělá Hochbergová z Hennersdorfu, roz. ze Šmíden, zemřela, dědili po ní v roce 1733: Jan Antonín Hubryk z Hennersdorfu za sebe a za nedospělé bratry Vaclava Rudolfa a Klimenta, dále ostatní bratří a sestry, Josef, František Václav, Marie Ludmila, provdaná Hrušovská z Hrušova, a Arnoštka Barbora Hubryková z Hennersdorfu.
Mimo svrchu jmenované statky Hubryků z Hennersdorfu víme jen ještě o svobodném dvoře ve Svépravicích, na němž roku 1675 Jan Jindřich H. seděl (m. Sidonie Svatkovská z Dobrohoště), a o Odlochovicích na Voticku, které František Václav H. držel v letech 1753 až 1764, jenž se svým bratrem Janem Antonínem v roce 1746 mezi svobodné pány české po. výšen byl. Roku 1817 koupil panství Novobystřické v jižních Čechách od Terezie hraběnky Trauttmansdorffové Antonín svobodný pán Hoberk z Hennersdorfu, po němž je zdědila jediná dcera jeho Marie, provdaná za rytíře Matěje Riese. V Čechách přestávají potom naprosto všechny zprávy o Hubrycích z Hennersdorfu.
Jméno Kryštof starší Huberck z Belnsdorfu se vyskytuje na středověké renesanční tvrzi v Nemili u Zábřeha a to: Jan Hubryck z Belnsdorfu pak jeho syn je ustanoven regentem statků Ladislava Velena z Žerotína, kde spravuje tvrz s poplužním dvorem a dnes již zaniklým vodním mlýnem. Roku 1617 ji kupuje od Ladislava Velena z Žerotína za deset tisíc zlatých a je povýšen na samostatnou nemilskou vrchnost do rytířského stavu. Na tvrzi v Nemili nechává zabudovat svůj erb z Maletínského pískovce a tvrz přestavuje ve velkolepou renesanční stavbu, povolává si renesanční mistry od svého přítele L. Žerotína ze zámku Moravská Třebová.

## Erb
Erb českých Hubryků z Hennersdorfu byl štít stříbrný a v něm šachovnice červená a bílá o třech řadách, nad šachovnicí byly tři modré pahrbky, prostřední nejvyšší, a na helmě dvě ryby hlavami dolů obrácené s kytkou uprostřed. (Štít tento jest nyní 2. a 3. polem v erbu rozhojněném hrabat Hubryků z Hennersdorfu).